# Martine Barrat
Pour les articles homonymes, voir Barrat.
Martine Barrat, née en 1933 à Oran, est une photographe, actrice, danseuse, écrivaine cinéaste et vidéaste française.

## Biographie
Martine Barrat est née à Oran en Algérie en 1933 et grandit en France.
À l'origine danseuse et comédienne, Martine Barrat est découverte par Ellen Stewart lors d'un festival international de danse à Édimbourg, en Écosse. LaMaMa (surnom de Stewart) lui envoie alors un billet d'avion pour se produire dans son théâtre, La MaMa Experimental Theatre Club, dans le Lower East Side de Manhattan.

## Carrière

### Ses débuts dans le South Bronx
Martine Barrat arrive aux États-Unis en Août 1968.
Ellen Stewart trouve un local et elles lancent des ateliers vidéo pour les jeunes du quartier de Harlem. Elle collabore également avec le Human Arts Ensemble.
Vers 1971, Martine Barrat commence à travailler avec la vidéo dans le South Bronx avec deux groupes : les Roman Kings et les Roman Queens, ainsi que le président des Ghetto Brothers. Elle se consacre des années à ce travail et à partager l'équipement vidéo, créant une série de vidéos entre 1971 et 1976. La série, intitulée You Do The Crime, You Do The Time, fait ses débuts à Columbia et à l'ambassade de France dans un spectacle organisé par Félix Guattari et Gilles Deleuze, à travers leur organisation Cerfi. En 1978, Barrat reçoit le prix du meilleur réalisateur de documentaires à Milan, en Italie pour le film. En Italie, Channel 2 diffuse le film plusieurs fois aux heures de grande écoute. En Amérique, plus tôt cette même année, des extraits sont diffusés sur NBC. Le Whitney Museum de New York montre également le film ainsi que la première photographie de Barrat du South Bronx.

### Photographie des jeunes boxeurs
Au cours des années suivantes, Martine Barrat se plonge dans la photographie du monde de la boxe à New York, des jeunes garçons s'entraînant à Harlem, Bed-Stuy, Brooklyn, jusqu'au Bronx.
En 1993, les photographies sont rassemblées dans le livre Do or Die, publié par Viking Penguin et préfacé par Gordon Parks et Martin Scorsese.
En 2007, le travail de Martine Barrat est présenté dans la célèbre Harlem In My Heart, une grande rétrospective à La Maison européenne de la photographie à Paris. L'exposition présente 190 photographies et son travail vidéo récent.
Les photos de Harlem in My Heart sont titrées par David Murray, compositeur et musicien de jazz, pour le spectacle. Son implication dans la scène jazz de New York donne lieu à des collaborations textuelles avec des musiciens de jazz, comme Ornette Coleman, qui donne de nombreux titres à ses photographies et écrit des textes d'accompagnement, et qui organise une exposition comprenant son travail.
En 1973, Martine Barrat réalise le court métrage documentaire sur le travail d'Yves Saint Laurent, Woman Is Sweeter, avec Galt MacDermot.
La photographie de Barrat s'étend du quartier de la Goutte-d'Or à Paris, aux îles des Caraïbes, en passant par l'Afrique, le Japon et le Brésil. Néanmoins, l'essentiel de son travail évoque Harlem, le point d'ancrage de sa vie depuis son arrivée aux États-Unis.

## Collections
- Musée de Brooklyn[13]
- Bibliothèque nationale de France
- Bibliothèque du Lincoln Center
- Musée de la ville de New York
- Musée d'art moderne, New York[14]
- Centre Schomburg pour la recherche sur la culture noire
- Musée d'art américain Smithsonian[1]
- Musée Whitney[15]